# Aeroportul Kankan
Aeroportul Kankan (IATA: KNN, ICAO: GUXN) este un aeroport din Regiunea Kankan, Guineea ce deservește zona Kankan. A fost numit după zona deservită.
Situat la o altitudine de 376 m, aeroportul dispune de o singură pistă.